# Limnophila mirabunda
Limnophila mirabunda är en tvåvingeart som beskrevs av Alexander 1928. Limnophila mirabunda ingår i släktet Limnophila och familjen småharkrankar. Inga underarter finns listade i Catalogue of Life.